# Вугники
Вугники (тепер пол. Huwniki) — село в Польщі, у гміні Фредрополь Перемишльського повіту Підкарпатського воєводства, у межах етнічної української території Надсяння.
Населення — 677 осіб (2011).

## Назва
У 1977—1981 рр. в ході кампанії ліквідації українських назв село називалося Вярска Вєшь (пол. Wiarska Wieś).

## Географія
Розташоване за 16 км на південь від Перемишля і за 7 км на південь від Фредрополя, неподалік від польсько-українського кордону. Село лежить уздовж лівого берега Вігору.

## Історія
Знайдено сліди поселення, яке тут було на початку середніх віків. Так само, як і сусідні Серакізці, польський король Казимир Великий 1367 р. передав Вугники (які тоді називались Угельниками) дворянинові Стефанові Венгжинові. У ті часи місцеве населення, правдоподібно, займалось випалюванням деревного вугілля. У середині XV ст. були тут два фільварки, які належали різним власникам. З податкових книг відомо, що православна парафія у Вугниках існувала ще перед 1507 р.
На 01.01.1939 в селі проживало 920 мешканців, з них 510 українців-грекокатоликів, 380 українців-римокатоликів, 20 поляків, 10 євреїв. Село входило до ґміни Новосюлкі Дидинскє Добромильського повіту Львівського воєводства.
12 вересня 1939 року німці окупували село, однак вже 26 вересня 1939 року мусіли відступити, оскільки за пактом Ріббентропа-Молотова правобережжя Сяну належало до радянської зони впливу. За кілька місяців село ввійшло до Добромильського району Дрогобицької області. В червні 1941, з початком німецько-радянської війни село вже в перший тиждень було зайняте військами вермахту.
В липні 1944 року радянські війська оволоділи цією територією.
У березні 1945 року західна частина Дрогобицької області включно з Вугниками віддана Польщі. Українське населення села, якому вдалося уникнути депортації до СРСР, попало в 1947 році під етнічну чистка під час проведення Операції «Вісла» і було виселено на ті території у західній та північній частині польської держави, що до 1945 належали Німеччині.
У 1975—1998 роках село належало до Перемишльського воєводства.

## Демографія

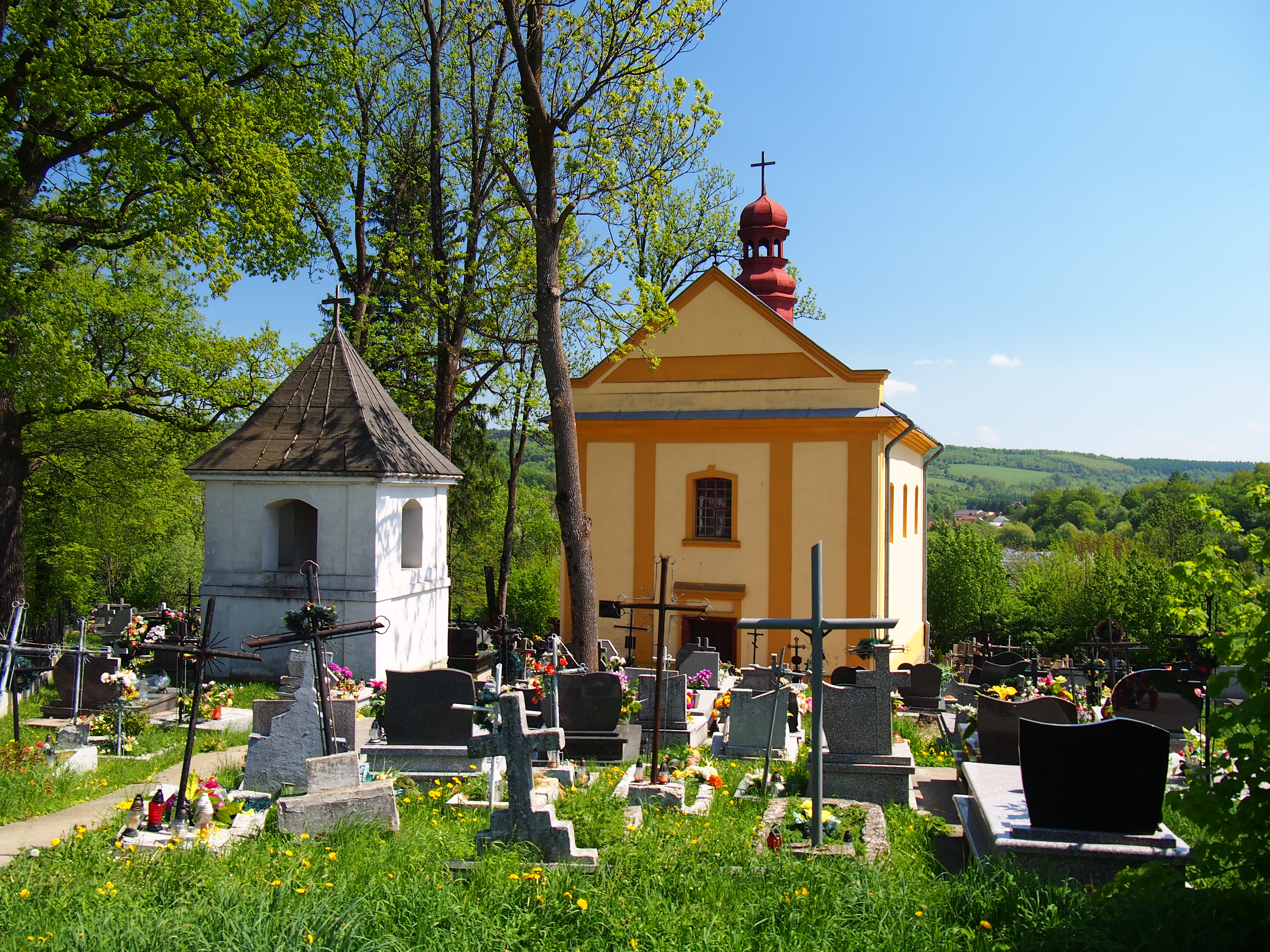
Греко-католицька церква.

На підставі перепису населення у Вугниках (ґміні) 1869 р. було 74 хати і 472 мешканці, а при дворі 7 домів та 39 мешканців. У 1921 р. в селі та присілку Грушові було 113 домів, 715 мешканців, з них 401 греко-католик, 300 римо-католиків та 14 євреїв. Під час перепису населення в самих Вугниках 431 особам записали національність як польську.
- 1785 — 130 греко-католиків, 104 римо-католиків, 16 євреїв
- 1840 — 214 греко-католиків
- 1859 — 240 греко-католиків
- 1879 — 266 греко-католиків
- 1899 — 392 греко-католиків
- 1926 — 441 греко-католиків
- 1938 — 359 греко-католиків

Демографічна структура станом на 31 березня 2011 року:
|          | Загалом | Допрацездатний вік | Працездатний вік | Постпрацездатний вік |
| -------- | ------- | ------------------ | ---------------- | -------------------- |
| Чоловіки | 346     | 66                 | 226              | 54                   |
| Жінки    | 331     | 67                 | 170              | 94                   |
| Разом    | 677     | 133                | 396              | 148                  |